# Afreutreta bipunctata
Afreutreta bipunctata är en tvåvingeart som först beskrevs av Friedrich Hermann Loew 1861.  Afreutreta bipunctata ingår i släktet Afreutreta och familjen borrflugor. Inga underarter finns listade i Catalogue of Life.